# Mátyás Király Utcai Általános Iskola
A Mátyás Király Utcai Általános Iskola Pécs legrégebben működő általános iskolája. A több mint 300 éves iskola saját könyvtárral rendelkezik. A Kodály Zoltán féle tanítási módszer pécsi fellegvára, amelybe Kodály Zoltán maga is többször ellátogatott.
Pécs kulturális életének egyik legjelentősebb általános iskolájában a fennállása óta dolgoztak ferences apácák, izraelita tanítók. Az intézmény működött reáltanodaként, polgári fiúiskolaként, majd 1845-től általános iskolaként.
A zenetagozatot választó gyermekek az alsó tagozatban a Kicsinyek Kórusában, a fölső tagozatban a Nagykórusban énekelnek. Neves karnagyainak köszönhetően sok helyi-, hazai- és nemzetközi sikert értek el. Állandó szereplői az „Éneklő Ifjúság” hangversenyeinek, az „Év Kórusa” címet is többször elnyerték.

## Története

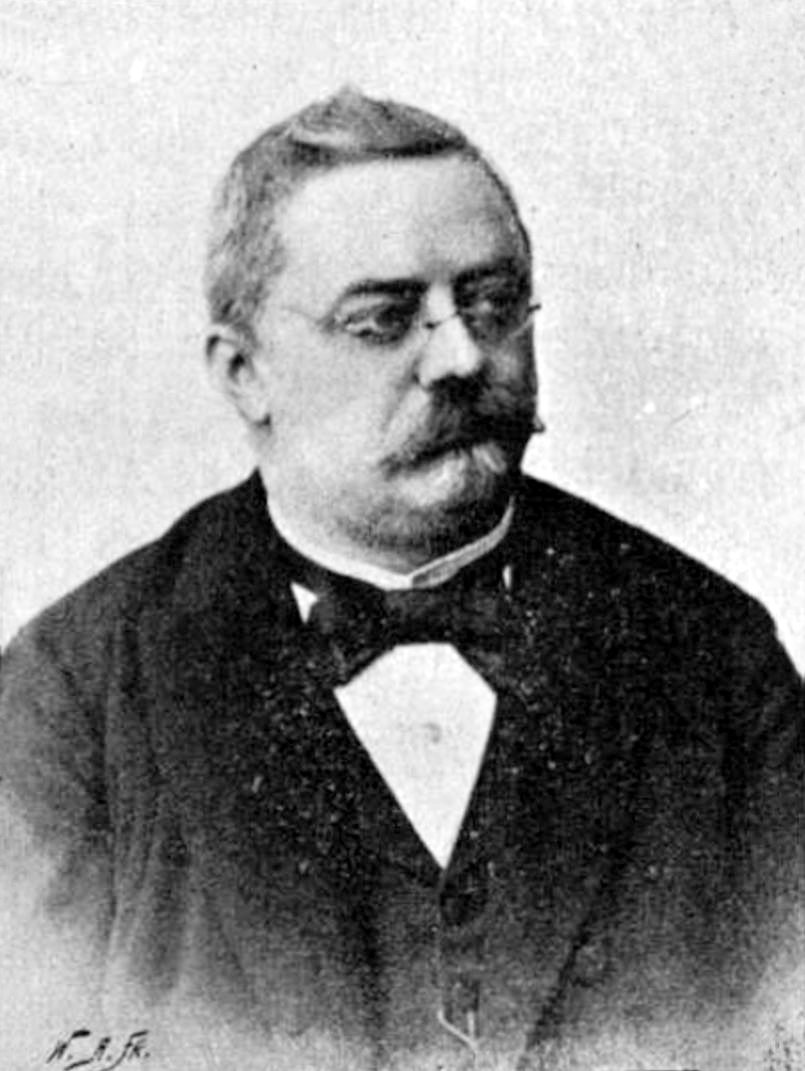
Dischka Győző az Állami Főreáliskola (a Mátyás Király Utcai Általános Iskola egyik jogelődje) igazgatója volt.

Az iskola épületeinek története 1722-ig nyúlik vissza, amikor eredetileg lakóházként építették. 1765-ben a ferences rendi apácák vásárolták meg 300 forintért, és oktatási célokra alakították át. 1768-tól az intézményt Leánykákat Tanító Asszonyságok Házaként ismerték, ahol a beiratkozott lányokat katolikus hittanra, írásra, olvasásra, kötésre és kézimunkázásra oktatták, német és magyar nyelven.
1776-ban Klimó György, Pécs híres püspöke, jelentős átalakításokat végzett az apácák iskoláján, melynek emlékét ma is őrzi az épület kapuja fölött található Klimó-címer. Az iskola történetében fordulópontot jelentett II. József rendelete 1782-ben, amely bezáratta a ferences és klarissza kolostorokat. Az oktatás azonban folytatódott, az épület világi iskolaként működött tovább, különböző neveken: Nunne Kloster (1786), Manialum Domus (1794), majd Schola Puellaris Publica (1828).
1839-től az intézmény ismét leányiskolaként működött, kezdetben Nemes Város Leányiskolájaként, majd Városi Leányiskolaként (1843). Az 1848-49-es forradalom idején Apácza Iskolaként emlegették, és az utcát is Apácza utcának nevezték.
1857-től az épület középfokú oktatás céljait szolgálta. Pécs első reáliskolája itt indult háromosztályos formában, Dr. Dobszay Antal vezetésével, aki korábban a Belvárosi Elemi Iskola igazgatója volt. Az 1860-as években az iskola környékén lévő utcákat hadvezérekről nevezték el, így lett az intézmény neve 4. sz. Városi Reál Tanoda (1865), Szauter Antal vezetésével.
Az iskola melletti épület 1860-tól Izraelita Elemi Fő-Tanodaként működött, amelyet 1871-ben megvásároltak, és összevonták a reáltanoda épületével. Ezzel létrejött Pécs egyetlen nem egyházi középfokú iskolája, az Állami Főreáliskola, Dischka Győző igazgatásával.
1914-ben a reáliskola a Rákóczi utcában elkészült új épületbe költözött. Az üresen maradt intézményt a város által fenntartott Községi Polgári Fiúiskola foglalta el, míg az épület másik részébe Városi Zeneiskola költözött, amely később Pécs Városi Zenekonzervatóriumává alakult.
1945 és 1948 között fokozatosan alakították ki a nyolcosztályos általános iskolát. Ezzel párhuzamosan megszűntek a gimnázium alsó négy osztályai és a polgári iskola. Az alsó tagozat a Szigeti külvárosi népiskola épületében működött, míg a felső tagozat a Hunyady utcai (ma Mátyás király utcai) épületben kapott helyet.
Az utca neve az 1950-es években változott Mátyás király utcára, az iskola pedig 1964-ben véglegesen felvette a Mátyás Király Utcai Általános Iskola nevet.

## Érdemei
1964 óta az iskolába járó gyerekek többsége emelt szintű ének-zenei oktatásban részesül. Az iskola kórusa állandó résztvevője Pécs zenei életének, operák, oratóriumok szereplője. Kiváló eredményeket értek el számtalan fesztiválon, versenyen. Rendszeresen fellépnek az "Éneklő Ifjúság" hangversenyein, többször elnyerték "Az Év Kórusa" címet. A kórus jelenlegi karnagya: Módos Anita.1997-től emelt szintű angol nyelv és informatika oktatás folyik az intézményben. A magas szintű nyelvoktatásnak köszönhető, hogy regionális szintű angol vers- és prózamondó versenyeket is rendeznek az iskolában.

## Neves diákok

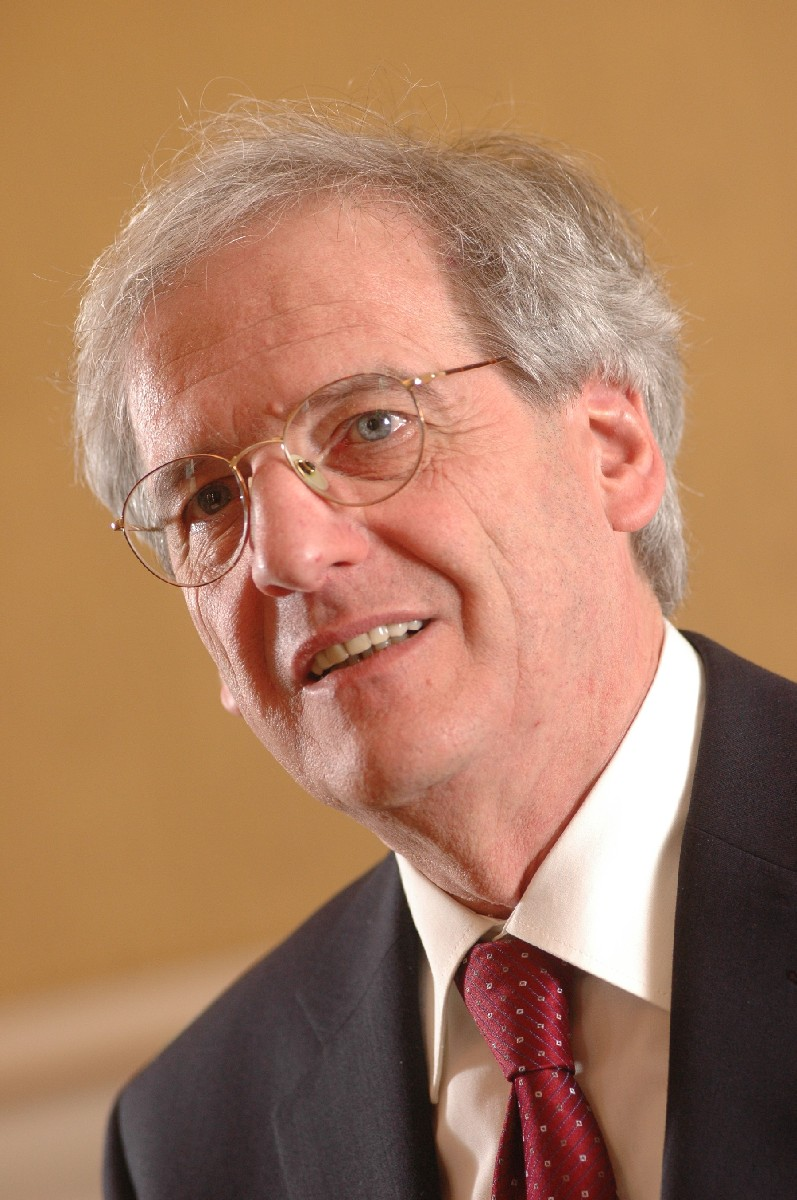
Dr. Sólyom László volt köztársasági elnök

Az iskola számos kiemelkedő tanárt és diákot adott. Itt tanított például Hirn Lajos, aki Vámbéry Ármin titkára volt, valamint Kiss József, a Mecsek Egyesület egyik alapítója, akiről a Misina-kilátót nevezték el. Az 1871-1877 közötti években itt tanult Vikár Béla, a híres népdalgyűjtő, akinek emlékét az 1995-ben kihelyezett emléktábla őrzi.
| - Dr. Sólyom László - jogász, volt köztársasági elnök, - Bukszár Márta - énekes, - Felcser Judit - énektanár, - Fodor Gabriella - zongoraművész, - Gáts Anikó - zongoraművész, - Kandeh Evelyne - énekes, - Kováts Kolos - operaénekes, - Kun Fruzsina - grafikus, - Ligeti András - karmester, - Martos Csongor - zenész, zenetanár - Meggyesi Schwarcz Luca - énekes, - Orosz Tímea - énekes, - Pál Gabriella - énektanár, jogász, fotóművész, - Páli Eszter - orvos, - Páli Kálmán - ügyvéd, - Péter Iván - orvos, | - Rákossy Balázs - ügyvéd, - Salamon Beáta - a Népművészet Ifjú Mestere és a Méta együttes tagja, - Schóber Tamás - karnagy, zeneszerző, énektanár - Siptár Réka - ruhatervező, - Somlai Petra zongoraművész, - Stumpf Árpád "Zsiráf" - festő művész - Szabó Sz. Dániel jazz zongorista - a Kanadában rendezett Jazz Zongoraverseny I. helyezettje, - Szabó Judit - énektanár, - Szamosi Szabolcs - orgonaművész, - Szilágyi Orsolya - klarinétművész, - Szőts Annamária - énektanár, - Tölösi Kriszta - HR szakértő, - Vincze Csilla - a Civil Közösségek Háza igazgatónője, - Vörös György - matematikus, - Vörös Győző - egyiptológus |

## Külső hivatkozások
- Kozák Ágnes. A Mátyás Király Általános Iskola története. Mátyás Király Általános Iskola (2009)
- Az iskola hivatalos oldala.